# The Unquestionable Truth (Part 1)
The Unquestionable Truth (Part 1) é o quinto álbum da banda Limp Bizkit, lançado a 3 de Maio de 2005.
O álbum foi lançado de forma underground, sem propaganda ou promoção. Borland não concordava com essa decisão e disse que ela acabou sendo de "autosabotagem". O disco vendeu mais de 37 000 de cópias na sua primeira semana de vendas nos Estados Unidos, chegando a posição #24 na Billboard 200.

## Faixas
1. "The Propaganda" – 5:16
2. "The Truth" – 5:28
3. "The Priest" – 4:59
4. "The Key" – 1:24
5. "The Channel" – 4:41
6. "The Story" - 3:56
7. "The Surrender" – 3:59